# アマポーラ宗谷
アマポーラ宗谷（アマポーラそうや）は、ハートランドフェリーが運航しているフェリー。

## 概要
フィルイーズ宗谷の代船として内海造船瀬戸田工場で建造され、2020年2月4日に稚内 - 利尻・礼文航路に就航した。本船の就航により、フィルイーズ宗谷は2019年10月31日に引退、フィリピンへ海外売船された。船名は 利尻島に自生する 「リシリヒナゲシ」にちなみ、 ヒナゲシのスペイン語より命名。塗装は「H」をかたどった社章をベースとした日本海を表す濃藍とリシリヒナゲシの花をイメージした黄色のデザインを施した。 

### 航路
利尻・礼文航路
- 稚内港 - 鴛泊港（利尻島）・香深港（礼文島）
- 鴛泊港 - 香深港
- 沓形港（利尻島） - 香深港（6月-9月のみ季節運航）

ボレアース宗谷、サイプリア宗谷と本船の3隻で運航する。

## 設計
船型は2機2軸2舵で球状船首およびスプリット型船尾を採用し、船首には流氷対策として、アイスナイフを装備する。

## 船内
- 内装は髙島屋グループの髙島屋スペースクリエイツが手がけた[3] 。
- バリアフリーに配慮し車両甲板から客室に直通するエレベーターや車椅子のまま使用可能な優先椅子席を設置し、本船の就航により利礼航路全船がバリアフリー対応となる。
- 利礼航路初の設備として、ペットルームや1等展望室「アイランドビューシート」を新設した[4]。
- 北海道庁とポケモン共同による「北海道だいすき発見隊」事業の一環として、フェリー業界では初めてポケットモンスターを内装に採用しキッズルームとベビールームの内装に同事業のシンボルとなっているロコンを基調としたデザインを施した。

### 船室
- 特別室「プレミアムブルー」「プレミアムオーシャン」（2室 Bデッキ）
- 一等 - アイランドビューシート・和室（Bデッキ）
- 二等 - 指定席（Bデッキ・椅子席）、座敷席・優先席（椅子席・バリアフリー対応）・甲板ベンチ席（Cデッキ）
- トラック・バスドライバー室（和室）
- 添乗員室（和室 作業用テーブル・鏡付き）

### 設備
いずれもCデッキ。
- 案内所・売店
- サロンスペース
- キッズルーム
- ベビールーム
- ペットルーム